# Eugeniusz Gąsiorowski
Eugeniusz Gąsiorowski (ur. 11 maja 1922 w Toruniu, zm. 23 marca 2015 w Kopenhadze) – polski historyk sztuki, zabytkoznawca i konserwator architektury. Autor publikacji poświęconych architekturze Torunia oraz przewodników miejskich.

## Życiorys
W roku akademickim 1945/1946 studiował historię sztuki na Uniwersytecie Wrocławskim, w latach 1946-1952 studiował historię sztuki ze specjalizacją konserwacja zabytków na Uniwersytecie Mikołaja Kopernika w Toruniu. W latach 1951–1958 był kierownikiem toruńskiego oddziału PP Pracownie Konserwacji Zabytków, w latach 1953-1961 zajmował się przygotowaniem naukowym, nadzorem i dokumentacją i dokumentacją prac konserwatorskich przy Ratuszu Staromiejskim w Toruniu. W latach 1959–1965 pracował na Uniwersytecie Mikołaja Kopernika, w Katedrze Zabytkoznawstwa i Konserwatorstwa Wydziału Sztuk Pięknych UMK. W 1968 doktoryzował się na Uniwersytecie im. Adama Mickiewicza w Poznaniu. W latach 1967–1968 współpracował jako asystent scenografa przy realizacji filmu Pan Wołodyjowski.
Od lat 70. pracował naukowo na emigracji, w Kopenhadze. Był aktywnym działaczem tamtejszej Polonii, wspierał opozycję demokratyczną w PRL. M.in. był wiceprezesem Towarzystwa Przyjaciół PUNO i Klubu Dyskusyjnego „Agora" w Kopenhadze, w 1977 współzałożycielem Funduszu Pomocy Prześladowanym Robotnikom w Polsce.
W 2005 został odznaczony Krzyżem Kawalerskim Orderu Zasługi RP (M.P. z 2005, nr 43, poz. 594).

## Wybrana bibliografia autorska
- Ratusz Staromiejski w Toruniu ( Muzeum Okręgowe, Toruń, 2004; ISBN 83-87083-78-X)
- Ratusz staromiejski w Toruniu w okresie średniowiecza (Muzeum Okręgowe, Toruń, 1971)
- Średniowieczne obwarowania Torunia (Towarzystwo Miłośników Torunia, Toruń, 2007; ISBN 978-83-900852-6-5)
- Toruń ("Arkady" : Instytut Urbanistyki i Architektury, Warszawa, 1963) Maria i Eugeniusz Gąsiorowscy; oprac. fot. Zbyszko Siemaszko
- Toruń: krajobraz i architektura ("Arkady", Warszawa, 1974) Maria i Eugeniusz Gąsiorowscy
- Toruń: przewodnik ("Sport i Turystyka", Warszawa, 1971)